# Polyalthia minima
Polyalthia minima este o specie de plante din genul Polyalthia, familia Annonaceae, descrisă de Suzanne Ast. Conform Catalogue of Life specia Polyalthia minima nu are subspecii cunoscute.